# Poiana Câmpina (Prahova)
Poiana Câmpina é uma comuna romena localizada no distrito de Prahova, na região de Muntênia. A comuna possui uma área de 15.41 km² e sua população era de 5286 habitantes segundo o censo de 2007.